# アラブ連合航空869便墜落事故
アラブ連合航空869便墜落事故（アラブれんごうこうくう869びんついらくじこ、United Arab Airlines Flyght 869）とは、1963年（昭和38年）に東京発カイロ行きの旅客機がインド洋上で墜落した航空事故である。日本人2名が巻き込まれた。

## 事故の概要
869便は1963年7月27日午後12時03分（日本時間）に日本の東京・羽田空港を離陸し、途中香港とバンコク、ボンベイを経由しアラブ連合共和国のカイロに向かう飛行計画であった。869便はコメット4C（イギリス製4発ジェット旅客機、機体記号:SU-ALD）で運航されていた。
1963年7月28日午前1時50分（現地時間、日本時間午前5時50分）、経由地のインドのボンベイにあるサンタクルス空港へ着陸進入中にマハーラーシュトラ州バンドラ沖15kmのインド洋に墜落した。この事故で乗員8名、乗客55名の63名全員が犠牲になった。犠牲者には日本人大学生2名が含まれていた。いずれも南回りでヨーロッパに向かう途中に遭難した。そのうちの1名はベルギーで開催された自転車の世界選手権の短距離スクラッチに参加する選手であった。本来なら他の選手、コーチとともに一緒に行くはずであったが、本人が体調不良のため別行動となっていた。また翌年に迫った東京オリンピックの有力候補選手の1人であったという。
また、1963年8月からギリシャ・マラトンで開催された、ボーイスカウトの世界大会である第11回世界ジャンボリーに参加するため事故機に乗り合わせていたフィリピンのスカウト20名とリーダー4名も犠牲となっている。

## 事故原因
事故機の機長はガマール・アブドゥン＝ナーセル大統領搭乗の特別機のパイロットを務めたことがあるベテランであった。事故機は着陸のために洋上で旋回中に、高速で海面に激突したため、残骸が粉々になっていて殆ど回収できず、犠牲者も10名しか収容できなかった。この事故の原因が断定できるほどの証拠は発見できなかったが、激しい乱気流と大雨のために旋回時に操縦不能になったと推測されている。

## 備考
前年の1962年7月19日に同じ便名のアラブ連合航空のコメット4C（SU-AMW）がタイのバンコク近郊に墜落し、乗員乗客26人全員が死亡する事故が発生している。この時には朝日新聞社所属の日本人記者1名が巻き込まれている。